# Alojz Štolfa
Alojz Štolfa (tudi Stolfa), italijanski javni delavec slovenskega rodu, * 1. julij 1886 Volčji Grad, Avstro-Ogrska, † 30. december 1953, Gorica, Italija.

## Življenje in delo
Rodil se je v družini kmeta Štefana in kmetice Vincencije Štolfa rojene Luin. Po končani ljudski šoli se je iz domačega kraja  preselil v Trst, kjer se je izučil pekarske obrti. Začel je delovati v delavskem socialističnem gibanju in sodeloval pri ustanavljanju Ljudskega odra ter Delavskem pevskem društvu in pri konzumnih zadrugah (Delavske zadruge). Pred prvo svetovno vojno se je preselil v Gorico, bil vpoklican v avstrijsko vojsko, se udeležil vojne in se vrnil v Gorico kot invalid. Po vojni je deloval v italijanski socialistični stranki. V Gorici je ustanovil Delavsko zbornico. Od 8. aprila 1921 do 17. septembra istega leta je urejal časopis Proletarec, glasilo socialistične zveze Julijske Benečije.